# Zarah
Zarah ist ein je nach Herkunft männlicher oder weiblicher Vorname.

## Herkunft und Bedeutung

### Männlicher Vorname
Beim männlichen Vornamen Zarah handelt es sich um eine Variante des hebräischen Namens זֶרַח zæraḥ, der wiederum „[Gott] ist aufgegangen“, „[Gott] ist hervorgebrochen“ bedeutet.

### Weiblicher Vorname
Beim weiblichen Vornamen Zarah handelt es sich um eine mögliche Transkription des arabischen Namens زَارَة zaʾrah und bedeutet „Besucher“, „Pilger“.

## Verbreitung
In Deutschland ist der Name Zarah primär als Frauenname in Gebrauch und wird eher selten gewählt. Im Jahr 2023 belegte er in den Vornamenscharts Rang 390. Damit stieg er gegenüber dem Vorjahr um 3 Ränge auf.

## Varianten

### Männlicher Vorname
- Arabisch: زَارَحُ zaʾraḫ
- Bulgarisch: Зара Sara, Zara
- Dänisch: Zerach
- Deutsch: Serach, Serah
- Englisch: Zerah
- Französisch: Zérach, Zérah
- Hebräisch: זֶרַח zæraḥ
- Italienisch: Zerac
- Niederländisch: Zerach
- Portugiesisch: Zéra, Zerá, Zera
- Rumänisch: Zerah
- Russisch: Зераха Seracha, Zeraha, Zeracha
- Schwedisch: Serach
- Spanisch: Zera
- Tschechisch: Zerach
- Türkisch: Zerah
- Ukrainisch: Зари Sary, Zary
- Ungarisch: Zerákh

### Weibliche Varianten
Für den arabischen Namen زَارَة zaʾrah existieren neben Zarah folgende Transkriptionen:
| - Zaare - Zaareh - Zaarreh - Zara | - Zare - Zareh - Zarreh |

## Namensträgerinnen
- Zarah Bruhn (* 1991), deutsche Unternehmerin
- Zarah Leander (1907–1981), schwedische Schauspielerin und Sängerin
- Zarah McKenzie (* 1981), deutsche Schauspielerin

Zweitname
- Kim Zarah Langner (* 1986), deutsche Schauspielerin